# 멋진 인생 (2011년 영화)
"멋진 인생"은 2011년에 개봉한 대한민국의 영화이다.

## 캐스팅
- 이석준 : 석준 역
- 이창용 : 창용 역
- 정성화 : 정수 역
- 오세정 : 윤주 역
- 신춘수 : 연출자 역
- 변희석 : 음악감독 역
- 박노식 : 석준친구 1 역
- 성노진 : 석준친구 2 역
- 박정권 : 석준친구 3  역
- 김봉환 : 선생님 역
- 신동기 : 어린석준 역
- 박정욱 : 어린정수 / 정수아들 역
- 노병우 : 무대감독 역
- 김상덕 : 무대조감독 역
- 최혜진 : 반주자 역
- 임세미 : 조연출 역
- 이석우 : 컴퍼니매니저 역
- 이우형 : 조명디자이너 역
- 김영지 : 의상디자이너 역
- 권보라 : 무대디자이너 역
- 염지영 : 기자 역
- 김대호 : 헬스트레이너 역
- 윤관우 : 석준후배 역
- 김수정 : 직원 1 역
- 박예영 : 직원 2 역
- 정문엽 : 직원 3 역
- 김봉성 : 직원 4 역
- 신동훈 : 직원 5 역
- 심상무 : 사진기자 역
- 허서형 : 성록매니저 역
- 장선화 : 선생님아내 역
- 이지은 : 석준아내 (목소리) 역
- 류정한 : 정한 역 (우정출연)
- 신성록 : 성록 역 (우정출연)